# Stybbgråskivling
Stybbgråskivling (Tephrocybe anthracophila) är en svampart som först beskrevs av Wilhelm Gottfried Lasch, och fick sitt nu gällande namn av Peter D. Orton 1969. Tephrocybe anthracophila ingår i släktet Tephrocybe och familjen Lyophyllaceae.   Inga underarter finns listade i Catalogue of Life.
I den svenska databasen Dyntaxa används istället namnet Lyophyllum anthracophilum för samma taxon.  Arten är reproducerande i Sverige.